# Ploulec'h
Ploulec'h är en kommun i departementet Côtes-d'Armor i regionen Bretagne i nordvästra Frankrike. Kommunen ligger i kantonen Lannion som tillhör arrondissementet Lannion. År 2022 hade Ploulec'h 1 591 invånare.

## Befolkningsutveckling
Antalet invånare i kommunen Ploulec'h
Referens:INSEE